# Lima (Montana)
Lima – miasto w Stanach Zjednoczonych, w stanie Montana, w hrabstwie Beaverhead.